# 6 uur van São Paulo 2025
De 6 uur van São Paulo 2025 was de vijfde race van het FIA World Endurance Championship-seizoen 2025. De race werd verreden op 13 juli 2025 op het Autódromo José Carlos Pace in São Paulo, Brazilië.
De race werd gewonnen door de Cadillac Hertz Team Jota #12 van Alex Lynn, Norman Nato en Will Stevens. De LMGT3-klasse werd gewonnen door de Akkodis ASP Team #87 van José María López, Clemens Schmid en Răzvan Umbrărescu.

## Inschrijvingen
Er waren 36 auto's ingeschreven voor de race, bestaande uit achttien in de Hypercar-klasse en achttien in de LMGT3-klasse. Diverse coureurs misten de race omdat zij op dat moment in de Formule E in de ePrix van Berlijn deelnamen. In de Hypercar-klasse waren Sébastien Buemi (#8 Toyota Gazoo Racing), Robin Frijns (#20 BMW M Team WRT), Jean-Éric Vergne (#93 Peugeot TotalEnergies) en Stoffel Vandoorne (#94 Peugeot TotalEnergies) afwezig; enkel Frijns werd vervangen door Marco Wittmann. Verder reden zowel Aston Martin THOR Team als Porsche Penske Motorsport met twee coureurs per auto.
In de LMGT3-klasse werd Derek DeBoer in de #10 Racing Spirit of Léman vervangen door Anthony McIntosh. In de #31 The Bend Team WRT was Timur Boguslavskiy afwezig vanwege ziekte; zijn plaats werd ingenomen door Pedro Ebrahim. In de #78 Akkodis ASP Team keerde Yuichi Nakayama terug in de plaats van Jack Hawksworth als vervanger van Ben Barnicoat, die op dat moment in het IMSA SportsCar Championship reed. In de #85 Iron Dames keerde Michelle Gatting terug na een blessure.

## Kwalificatie
Tijden vetgedrukt betekent de snelste tijd in die klasse.
| Pos. | Klasse   | No. | Team                      | Kwalificatie | Hyperpole | Grid |
| ---- | -------- | --- | ------------------------- | ------------ | --------- | ---- |
| 1    | Hypercar | 12  | Cadillac Hertz Team Jota  | 1:22.829     | 1:22.570  | 1    |
| 2    | Hypercar | 38  | Cadillac Hertz Team Jota  | 1:23.537     | 1:22.670  | 3    |
| 3    | Hypercar | 5   | Porsche Penske Motorsport | 1:23.279     | 1:22.834  | 2    |
| 4    | Hypercar | 94  | Peugeot TotalEnergies     | 1:23.208     | 1:22.948  | 4    |
| 5    | Hypercar | 20  | BMW M Team WRT            | 1:23.391     | 1:23.062  | 5    |
| 6    | Hypercar | 93  | Peugeot TotalEnergies     | 1:23.269     | 1:23.101  | 6    |
| 7    | Hypercar | 6   | Porsche Penske Motorsport | 1:23.533     | 1:23.159  | 7    |
| 8    | Hypercar | 15  | BMW M Team WRT            | 1:23.391     | 1:23.259  | 8    |
| 9    | Hypercar | 83  | AF Corse                  | 1:23.595     | 1:23.386  | 9    |
| 10   | Hypercar | 8   | Toyota Gazoo Racing       | 1:23.673     | 1:23.496  | 10   |
| 11   | Hypercar | 009 | Aston Martin THOR Team    | 1:23.710     |           | 11   |
| 12   | Hypercar | 99  | Proton Competition        | 1:23.740     |           | 13   |
| 13   | Hypercar | 007 | Aston Martin THOR Team    | 1:23.751     |           | 12   |
| 14   | Hypercar | 50  | Ferrari AF Corse          | 1:23.759     |           | 14   |
| 15   | Hypercar | 36  | Alpine Endurance Team     | 1:23.770     |           | 15   |
| 16   | Hypercar | 35  | Alpine Endurance Team     | 1:23.816     |           | 16   |
| 17   | Hypercar | 51  | Ferrari AF Corse          | 1:23.831     |           | 17   |
| 18   | Hypercar | 7   | Toyota Gazoo Racing       | 1:24.153     |           | 18   |
| 19   | LMGT3    | 10  | Racing Spirit of Léman    | 1:35.340     | 1:33.849  | 19   |
| 20   | LMGT3    | 87  | Akkodis ASP Team          | 1:34.488     | 1:33.873  | 20   |
| 21   | LMGT3    | 78  | Akkodis ASP Team          | 1:35.193     | 1:33.963  | 21   |
| 22   | LMGT3    | 61  | Iron Lynx                 | 1:35.156     | 1:34.051  | 22   |
| 23   | LMGT3    | 95  | United Autosports         | 1:35.090     | 1:34.219  | 23   |
| 24   | LMGT3    | 59  | United Autosports         | 1:34.891     | 1:34.418  | 24   |
| 25   | LMGT3    | 85  | Iron Dames                | 1:35.327     | 1:34.433  | 25   |
| 26   | LMGT3    | 88  | Proton Competition        | 1:35.032     | 1:34.448  | 26   |
| 27   | LMGT3    | 33  | TF Sport                  | 1:35.287     | 1:34.507  | 27   |
| 28   | LMGT3    | 81  | TF Sport                  | 1:35.263     | 1:34.952  | 28   |
| 29   | LMGT3    | 54  | Vista AF Corse            | 1:35.366     |           | 29   |
| 30   | LMGT3    | 27  | Heart of Racing Team      | 1:35.481     |           | 30   |
| 31   | LMGT3    | 92  | Manthey 1st Phorm         | 1:35.504     |           | 31   |
| 32   | LMGT3    | 46  | Team WRT                  | 1:35.536     |           | 32   |
| 33   | LMGT3    | 21  | Vista AF Corse            | 1:35.542     |           | 33   |
| 34   | LMGT3    | 77  | Proton Competition        | 1:35.554     |           | 34   |
| 35   | LMGT3    | 31  | The Bend Team WRT         | 1:36.684     |           | 35   |
| 36   | LMGT3    | 60  | Iron Lynx                 | Geen tijd    |           | 36   |

## Uitslag
Winnaars in hun klasse zijn vetgedrukt.
| Pos. | Klasse   | No. | Team                      | Coureurs                                                 | Chassis                           | Banden | Ronden | Tijd/Reden  |
| Pos. | Klasse   | No. | Team                      | Coureurs                                                 | Motor                             | Banden | Ronden | Tijd/Reden  |
| ---- | -------- | --- | ------------------------- | -------------------------------------------------------- | --------------------------------- | ------ | ------ | ----------- |
| 1    | Hypercar | 12  | Cadillac Hertz Team Jota  | Alex Lynn Norman Nato Will Stevens                       | Cadillac V-Series.R               | M      | 242    | 6:00:19.732 |
| 1    | Hypercar | 12  | Cadillac Hertz Team Jota  | Alex Lynn Norman Nato Will Stevens                       | Cadillac LMC55R 5.5L V8           | M      | 242    | 6:00:19.732 |
| 2    | Hypercar | 38  | Cadillac Hertz Team Jota  | Earl Bamber Sébastien Bourdais Jenson Button             | Cadillac V-Series.R               | M      | 242    | +57.016     |
| 2    | Hypercar | 38  | Cadillac Hertz Team Jota  | Earl Bamber Sébastien Bourdais Jenson Button             | Cadillac LMC55R 5.5L V8           | M      | 242    | +57.016     |
| 3    | Hypercar | 5   | Porsche Penske Motorsport | Julien Andlauer Michael Christensen                      | Porsche 963                       | M      | 242    | +58.882     |
| 3    | Hypercar | 5   | Porsche Penske Motorsport | Julien Andlauer Michael Christensen                      | Porsche 9RD 4.6 L Turbo V8        | M      | 242    | +58.882     |
| 4    | Hypercar | 6   | Porsche Penske Motorsport | Kévin Estre Laurens Vanthoor                             | Porsche 963                       | M      | 241    | +1 ronde    |
| 4    | Hypercar | 6   | Porsche Penske Motorsport | Kévin Estre Laurens Vanthoor                             | Porsche 9RD 4.6 L Turbo V8        | M      | 241    | +1 ronde    |
| 5    | Hypercar | 20  | BMW M Team WRT            | Sheldon van der Linde René Rast Marco Wittmann           | BMW M Hybrid V8                   | M      | 241    | +1 ronde    |
| 5    | Hypercar | 20  | BMW M Team WRT            | Sheldon van der Linde René Rast Marco Wittmann           | BMW P66/3 4.0 L Turbo V8          | M      | 241    | +1 ronde    |
| 6    | Hypercar | 94  | Peugeot TotalEnergies     | Loïc Duval Malthe Jakobsen                               | Peugeot 9X8                       | M      | 240    | +2 ronden   |
| 6    | Hypercar | 94  | Peugeot TotalEnergies     | Loïc Duval Malthe Jakobsen                               | Peugeot X6H 2.6 L Turbo V6        | M      | 240    | +2 ronden   |
| 7    | Hypercar | 93  | Peugeot TotalEnergies     | Mikkel Jensen Paul di Resta                              | Peugeot 9X8                       | M      | 240    | +2 ronden   |
| 7    | Hypercar | 93  | Peugeot TotalEnergies     | Mikkel Jensen Paul di Resta                              | Peugeot X6H 2.6 L Turbo V6        | M      | 240    | +2 ronden   |
| 8    | Hypercar | 83  | AF Corse                  | Philip Hanson Robert Kubica Ye Yifei                     | Ferrari 499P                      | M      | 240    | +2 ronden   |
| 8    | Hypercar | 83  | AF Corse                  | Philip Hanson Robert Kubica Ye Yifei                     | Ferrari F163 3.0 L Turbo V6       | M      | 240    | +2 ronden   |
| 9    | Hypercar | 36  | Alpine Endurance Team     | Jules Gounon Frédéric Makowiecki Mick Schumacher         | Alpine A424                       | M      | 240    | +2 ronden   |
| 9    | Hypercar | 36  | Alpine Endurance Team     | Jules Gounon Frédéric Makowiecki Mick Schumacher         | Alpine 3.4 L Turbo V6             | M      | 240    | +2 ronden   |
| 10   | Hypercar | 99  | Proton Competition        | Neel Jani Nico Pino Nicolás Varrone                      | Porsche 963                       | M      | 240    | +2 ronden   |
| 10   | Hypercar | 99  | Proton Competition        | Neel Jani Nico Pino Nicolás Varrone                      | Porsche 9RD 4.6 L Turbo V8        | M      | 240    | +2 ronden   |
| 11   | Hypercar | 51  | Ferrari AF Corse          | James Calado Antonio Giovinazzi Alessandro Pier Guidi    | Ferrari 499P                      | M      | 239    | +3 ronden   |
| 11   | Hypercar | 51  | Ferrari AF Corse          | James Calado Antonio Giovinazzi Alessandro Pier Guidi    | Ferrari F163 3.0 L Turbo V6       | M      | 239    | +3 ronden   |
| 12   | Hypercar | 50  | Ferrari AF Corse          | Antonio Fuoco Miguel Molina Nicklas Nielsen              | Ferrari 499P                      | M      | 239    | +3 ronden   |
| 12   | Hypercar | 50  | Ferrari AF Corse          | Antonio Fuoco Miguel Molina Nicklas Nielsen              | Ferrari F163 3.0 L Turbo V6       | M      | 239    | +3 ronden   |
| 13   | Hypercar | 009 | Aston Martin THOR Team    | Alex Riberas Marco Sørensen                              | Aston Martin Valkyrie             | M      | 239    | +3 ronden   |
| 13   | Hypercar | 009 | Aston Martin THOR Team    | Alex Riberas Marco Sørensen                              | Aston Martin-Cosworth RA 6.5L V12 | M      | 239    | +3 ronden   |
| 14   | Hypercar | 7   | Toyota Gazoo Racing       | Mike Conway Kamui Kobayashi Nyck de Vries                | Toyota GR010 Hybrid               | M      | 239    | +3 ronden   |
| 14   | Hypercar | 7   | Toyota Gazoo Racing       | Mike Conway Kamui Kobayashi Nyck de Vries                | Toyota 3.5 L Turbo V6             | M      | 239    | +3 ronden   |
| 15   | Hypercar | 8   | Toyota Gazoo Racing       | Brendon Hartley Ryō Hirakawa                             | Toyota GR010 Hybrid               | M      | 239    | +3 ronden   |
| 15   | Hypercar | 8   | Toyota Gazoo Racing       | Brendon Hartley Ryō Hirakawa                             | Toyota 3.5 L Turbo V6             | M      | 239    | +3 ronden   |
| 16   | Hypercar | 007 | Aston Martin THOR Team    | Tom Gamble Harry Tincknell                               | Aston Martin Valkyrie             | M      | 238    | +4 ronden   |
| 16   | Hypercar | 007 | Aston Martin THOR Team    | Tom Gamble Harry Tincknell                               | Aston Martin-Cosworth RA 6.5L V12 | M      | 238    | +4 ronden   |
| 17   | Hypercar | 15  | BMW M Team WRT            | Kevin Magnussen Raffaele Marciello Dries Vanthoor        | BMW M Hybrid V8                   | M      | 222    | +20 ronden  |
| 17   | Hypercar | 15  | BMW M Team WRT            | Kevin Magnussen Raffaele Marciello Dries Vanthoor        | BMW P66/3 4.0 L Turbo V8          | M      | 222    | +20 ronden  |
| 18   | LMGT3    | 87  | Akkodis ASP Team          | José María López Clemens Schmid Răzvan Umbrărescu        | Lexus RC F GT3                    | G      | 216    | +26 ronden  |
| 18   | LMGT3    | 87  | Akkodis ASP Team          | José María López Clemens Schmid Răzvan Umbrărescu        | Lexus 2UR-GSE 5.0 L V8            | G      | 216    | +26 ronden  |
| 19   | LMGT3    | 81  | TF Sport                  | Rui Andrade Charlie Eastwood Tom Van Rompuy              | Chevrolet Corvette Z06 GT3.R      | G      | 216    | +26 ronden  |
| 19   | LMGT3    | 81  | TF Sport                  | Rui Andrade Charlie Eastwood Tom Van Rompuy              | Chevrolet LT6 5.5 L V8            | G      | 216    | +26 ronden  |
| 20   | LMGT3    | 10  | Racing Spirit of Léman    | Eduardo Barrichello Valentin Hasse-Clot Anthony McIntosh | Aston Martin Vantage AMR GT3 Evo  | G      | 216    | +26 ronden  |
| 20   | LMGT3    | 10  | Racing Spirit of Léman    | Eduardo Barrichello Valentin Hasse-Clot Anthony McIntosh | Aston Martin M177 4.0 L Turbo V8  | G      | 216    | +26 ronden  |
| 21   | LMGT3    | 85  | Iron Dames                | Rahel Frey Michelle Gatting Célia Martin                 | Porsche 911 GT3 R (992)           | G      | 216    | +26 ronden  |
| 21   | LMGT3    | 85  | Iron Dames                | Rahel Frey Michelle Gatting Célia Martin                 | Porsche M97/80 4.2 L Flat-6       | G      | 216    | +26 ronden  |
| 22   | LMGT3    | 78  | Akkodis ASP Team          | Finn Gehrsitz Yuichi Nakayama Arnold Robin               | Lexus RC F GT3                    | G      | 216    | +26 ronden  |
| 22   | LMGT3    | 78  | Akkodis ASP Team          | Finn Gehrsitz Yuichi Nakayama Arnold Robin               | Lexus 2UR-GSE 5.0 L V8            | G      | 216    | +26 ronden  |
| 23   | LMGT3    | 92  | Manthey 1st Phorm         | Ryan Hardwick Richard Lietz Riccardo Pera                | Porsche 911 GT3 R (992)           | G      | 215    | +27 ronden  |
| 23   | LMGT3    | 92  | Manthey 1st Phorm         | Ryan Hardwick Richard Lietz Riccardo Pera                | Porsche M97/80 4.2 L Flat-6       | G      | 215    | +27 ronden  |
| 24   | LMGT3    | 33  | TF Sport                  | Jonny Edgar Daniel Juncadella Ben Keating                | Chevrolet Corvette Z06 GT3.R      | G      | 215    | +27 ronden  |
| 24   | LMGT3    | 33  | TF Sport                  | Jonny Edgar Daniel Juncadella Ben Keating                | Chevrolet LT6 5.5 L V8            | G      | 215    | +27 ronden  |
| 25   | LMGT3    | 59  | United Autosports         | Sébastien Baud James Cottingham Grégoire Saucy           | McLaren 720S GT3 Evo              | G      | 215    | +27 ronden  |
| 25   | LMGT3    | 59  | United Autosports         | Sébastien Baud James Cottingham Grégoire Saucy           | McLaren M840T 4.0 L Turbo V8      | G      | 215    | +27 ronden  |
| 26   | LMGT3    | 95  | United Autosports         | Sean Gelael Darren Leung Marino Sato                     | McLaren 720S GT3 Evo              | G      | 215    | +27 ronden  |
| 26   | LMGT3    | 95  | United Autosports         | Sean Gelael Darren Leung Marino Sato                     | McLaren M840T 4.0 L Turbo V8      | G      | 215    | +27 ronden  |
| 27   | LMGT3    | 46  | Team WRT                  | Ahmad Al Harthy Kelvin van der Linde Valentino Rossi     | BMW M4 GT3                        | G      | 215    | +27 ronden  |
| 27   | LMGT3    | 46  | Team WRT                  | Ahmad Al Harthy Kelvin van der Linde Valentino Rossi     | BMW P58 3.0 L Turbo I6            | G      | 215    | +27 ronden  |
| 28   | LMGT3    | 54  | Vista AF Corse            | Francesco Castellacci Thomas Flohr Davide Rigon          | Ferrari 296 GT3                   | G      | 215    | +27 ronden  |
| 28   | LMGT3    | 54  | Vista AF Corse            | Francesco Castellacci Thomas Flohr Davide Rigon          | Ferrari F163CE 3.0 L Turbo V6     | G      | 215    | +27 ronden  |
| 29   | LMGT3    | 31  | The Bend Team WRT         | Pedro Ebrahim Augusto Farfus Yasser Shahin               | BMW M4 GT3                        | G      | 215    | +27 ronden  |
| 29   | LMGT3    | 31  | The Bend Team WRT         | Pedro Ebrahim Augusto Farfus Yasser Shahin               | BMW P58 3.0 L Turbo I6            | G      | 215    | +27 ronden  |
| 30   | LMGT3    | 21  | Vista AF Corse            | François Hériau Simon Mann Alessio Rovera                | Ferrari 296 GT3                   | G      | 215    | +27 ronden  |
| 30   | LMGT3    | 21  | Vista AF Corse            | François Hériau Simon Mann Alessio Rovera                | Ferrari F163CE 3.0 L Turbo V6     | G      | 215    | +27 ronden  |
| 31   | LMGT3    | 27  | Heart of Racing Team      | Mattia Drudi Ian James Zacharie Robichon                 | Aston Martin Vantage AMR GT3 Evo  | G      | 214    | +28 ronden  |
| 31   | LMGT3    | 27  | Heart of Racing Team      | Mattia Drudi Ian James Zacharie Robichon                 | Aston Martin M177 4.0 L Turbo V8  | G      | 214    | +28 ronden  |
| 32   | LMGT3    | 60  | Iron Lynx                 | Andrew Gilbert Lorcan Hanafin Fran Rueda                 | Mercedes-AMG GT3 Evo              | G      | 214    | +28 ronden  |
| 32   | LMGT3    | 60  | Iron Lynx                 | Andrew Gilbert Lorcan Hanafin Fran Rueda                 | Mercedes-AMG M159 6.2 L V8        | G      | 214    | +28 ronden  |
| 33   | Hypercar | 35  | Alpine Endurance Team     | Paul-Loup Chatin Ferdinand Habsburg Charles Milesi       | Alpine A424                       | M      | 200    | +42 ronden  |
| 33   | Hypercar | 35  | Alpine Endurance Team     | Paul-Loup Chatin Ferdinand Habsburg Charles Milesi       | Alpine 3.4 L Turbo V6             | M      | 200    | +42 ronden  |
| DNF  | LMGT3    | 61  | Iron Lynx                 | Martin Berry Lin Hodenius Maxime Martin                  | Mercedes-AMG GT3 Evo              | G      | 184    | Technisch   |
| DNF  | LMGT3    | 61  | Iron Lynx                 | Martin Berry Lin Hodenius Maxime Martin                  | Mercedes-AMG M159 6.2 L V8        | G      | 184    | Technisch   |
| DNF  | LMGT3    | 77  | Proton Competition        | Ben Barker Bernardo Sousa Ben Tuck                       | Ford Mustang GT3                  | G      | 169    | Technisch   |
| DNF  | LMGT3    | 77  | Proton Competition        | Ben Barker Bernardo Sousa Ben Tuck                       | Ford Coyote 5.4 L V8              | G      | 169    | Technisch   |
| DNF  | LMGT3    | 88  | Proton Competition        | Stefano Gattuso Giammarco Levorato Dennis Olsen          | Ford Mustang GT3                  | G      | 86     | Demper      |
| DNF  | LMGT3    | 88  | Proton Competition        | Stefano Gattuso Giammarco Levorato Dennis Olsen          | Ford Coyote 5.4 L V8              | G      | 86     | Demper      |

## Tussenstanden na wedstrijd
Hypercar (coureurs)
| Pos | Coureur                                               | Punten |
| --- | ----------------------------------------------------- | ------ |
| 1   | James Calado Antonio Giovinazzi Alessandro Pier Guidi | 105    |
| 2   | Philip Hanson Robert Kubica Ye Yifei                  | 93     |
| 3   | Alex Lynn Norman Nato Will Stevens                    | 68     |
| 4   | Antonio Fuoco Miguel Molina Nicklas Nielsen           | 57     |
| 5   | Kévin Estre Laurens Vanthoor                          | 54     |

Hypercar (constructeurs)
| Pos | Constructeur | Punten |
| --- | ------------ | ------ |
| 1   | Ferrari      | 175    |
| 2   | Cadillac     | 120    |
| 3   | Porsche      | 111    |
| 4   | Toyota       | 95     |
| 5   | BMW          | 74     |

Hypercar (teams)
| Pos | Nr | Constructeur       | Punten |
| --- | -- | ------------------ | ------ |
| 1   | 83 | AF Corse           | 163    |
| 2   | 99 | Proton Competition | 99     |

LMGT3
| Pos | Coureur                                           | Punten |
| --- | ------------------------------------------------- | ------ |
| 1   | Ryan Hardwick Richard Lietz Riccardo Pera         | 89     |
| 2   | François Hériau Simon Mann Alessio Rovera         | 76     |
| 3   | Jonny Edgar Daniel Juncadella Ben Keating         | 66     |
| 4   | José María López Clemens Schmid Răzvan Umbrărescu | 57     |
| 5   | Rui Andrade Charlie Eastwood Tom Van Rompuy       | 56     |

LMGT3 (teams)
| Pos | Nr | Team              | Punten |
| --- | -- | ----------------- | ------ |
| 1   | 92 | Manthey 1st Phorm | 89     |
| 2   | 21 | Vista AF Corse    | 76     |
| 3   | 33 | TF Sport          | 66     |
| 4   | 87 | Akkodis ASP Team  | 57     |
| 5   | 81 | TF Sport          | 56     |